# Gheorghe Ovseanicov
Gheorghe Ovseanicov (Sîngerei, 12 ottobre 1985) è un ex calciatore moldavo, di ruolo attaccante.

## Carriera

### Club
Ha giocato nella prima divisione moldava, in quella polacca, in quella israeliana ed in quella kazaka.

### Nazionale
Tra il 2008 ed il 2013 ha totalizzato complessivamente 21 presenze ed una rete con la maglia della nazionale moldava.